# سیارک ۳۳۵۳۲
سیارک ۳۳۵۳۲ (به انگلیسی: 33532 Gabriellacoli، نامگذاری:1999HV2) سی و سه هزار و پانصد و سی و دومین سیارک کشف شده‌است که در ۱۸ آوریل ۱۹۹۹ کشف شد.